# Hudson (New York)
Hudson je grad u američkoj saveznoj državi New York. Prema popisu stanovništva iz 2010. u njemu je živjelo 6.713 stanovnika.